# S.T.A.L.K.E.R.: Call of Pripyat
S.T.A.L.K.E.R.: Call of Pripyat es un videojuego de terror de disparos en primera persona con algunos elementos de rol, ambientado en la zona de exclusión de Chernóbil, tras el desastre de Chernóbil, y siendo a su vez una de las secuelas de S.T.A.L.K.E.R.: Shadow of Chernobyl. Fue desarrollado por el estudio ucraniano GSC Game World, y lanzado entre octubre de 2009, para los países del CEI y febrero de 2010 para el resto del mundo (2 de febrero en Norteamérica, 5 de febrero en Europa y 23 de febrero en Australia).

## Argumento
La historia de Call of Pripyat comienza justo después de los acontecimientos ocurridos en Shadow Of Chernobyl. En esta ocasión el protagonista es un ex STALKER, miembro de las fuerzas especiales ucranianas, que se adentra en La Zona para descubrir el fracaso de la Operación Puente, una operación de investigación lanzada por el gobierno, en la que iban a adentrarse en el corazón de La Zona. Los cinco helicópteros militares de la operación desaparecieron sin dejar rastro.

## Jugabilidad

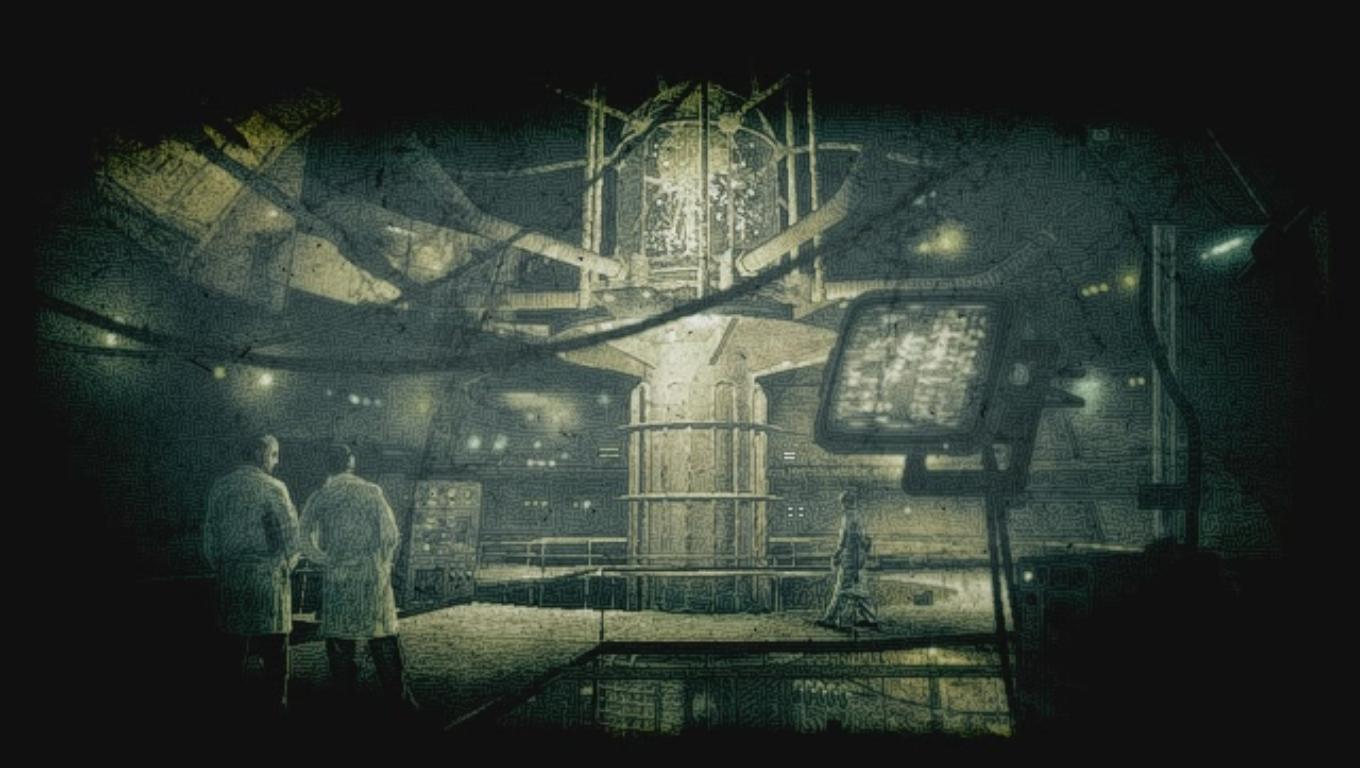
Laboratorio.

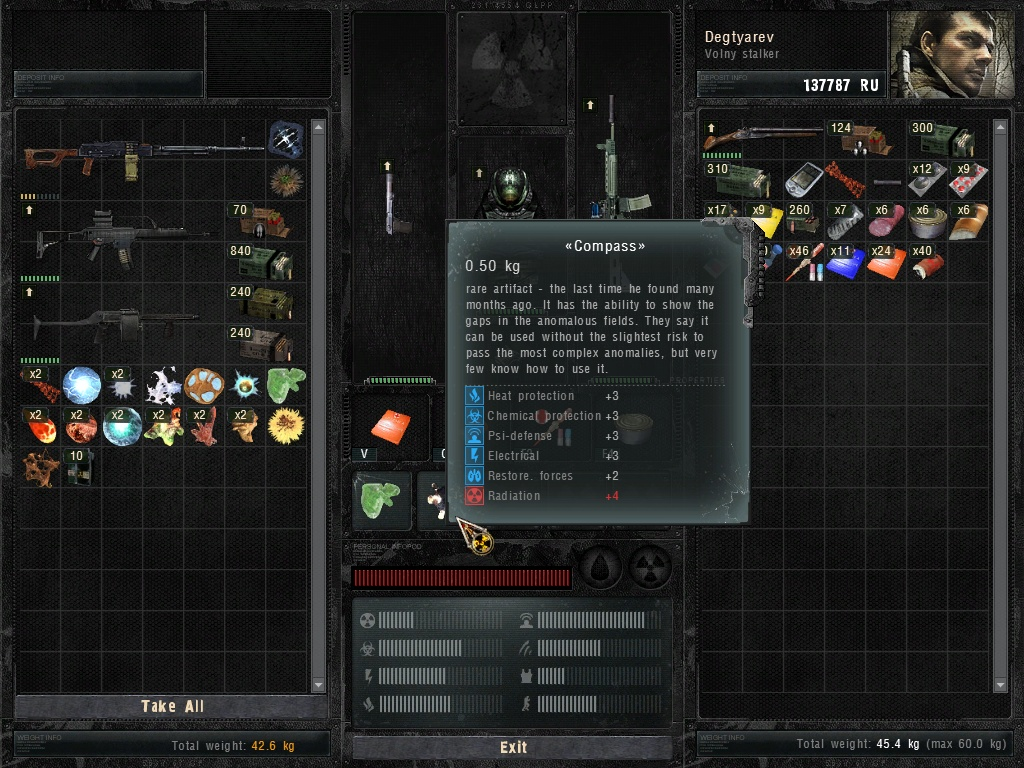
Inventario.

Si bien la forma de jugar es en su mayoría de tipo disparos en primera persona, el juego contiene muchos elementos característicos de los juegos de rol, tales como la interacción mediante diálogo con otros personajes, el comercio, existencia de un inventario para el jugador, uso de alimentos y medicinas para recuperar salud, modificación del armamento y equipo que el jugador puede utilizar, misiones secundarias que amplían la historia, etc.
Existen además habilidades especiales, que el jugador podrá obtener por medio de artefactos, y que proporcionan resistencia al cansancio, mayor inmunidad a la radiación, posibilidad de cargar mayor peso en la mochila, mayor resistencia a los impactos de armas de fuego, más resistencia a las heridas y sangrado, etc.
A diferencia del juego anterior, S.T.A.L.K.E.R.: Clear Sky, Call Of Pripyat recupera la atmósfera que caracterizó a la obra original, S.T.A.L.K.E.R.: Shadow of Chernobyl. 
El juego añade además la posibilidad de dormir en ciertos lugares, un elemento que no estaba presente en las anteriores entregas y que facilita al jugador la estrategia, además de presentar un elemento inmersivo importante.

### Facciones y enemigos
Las facciones presentes en Call Of Pripyat son las mismas que encontramos en los juegos anteriores de la saga:
- Stalkers libres
- Bandidos
- Deber
- Libertad
- Mercenarios
- Militares
- Monolith

Los mutantes que encontramos también están presentes en los juegos anteriores, con el añadido de dos nuevas especies: 
- Burners, quemadores, mutantes que hacen uso del fuego.
- Quimeras, un monstruo de dos cabezas, uno de los más peligrosos dentro de los enemigos.

### Otros peligros de La Zona
A los peligros existentes en La Zona (como las anomalías, bandidos, mutantes, zombis, y otros enemigos como la facción Monolith) se añaden las llamadas emisiones, tormentas radioactivas que arrasan todo a su paso, y requiere que el jugador busque inmediatamente refugio para salvar su vida, algo que ya encontramos en S.T.A.L.K.E.R.: Clear Sky.

### Modo libre
A diferencia de las  anteriores entregas de la saga, una vez llegados al final de la historia principal, el jugador tiene la opción de marcharse de La Zona en los helicópteros del ejército y finalizar el juego, o bien quedarse en La Zona para seguir recorriéndola y completar otras misiones o logros que haya dejado a su paso.
En Call Of Pripyat no hay puntos de no retorno como se vio en las anteriores entregas, sino que se puede viajar entre distintos lugares de La Zona sin limitaciones, aunque algunas zonas solo serán accesibles una vez el jugador haya alcanzado cierto punto en la historia principal, obligándole a jugarla si quiere descubrir el mapa.

## Personajes
Encontraremos diversos personajes ya conocidos de la saga, así como otros nuevos. 
- Nimble, ahora como comerciante, al que se le podrá comprar algunas armas y trajes con características únicas.
- Strelok, el protagonista de S.T.A.L.K.E.R.: Shadow of Chernobyl, como compañero de una misión de la historia principal.
- Sidorovich, el comerciante de El Cordón, aunque no aparece directamente, se hace referencia a él en algunos diálogos.

## Áreas de juego
Si bien la cantidad de zonas jugables disponibles es menor, estas son mucho más extensas.

### Zaton

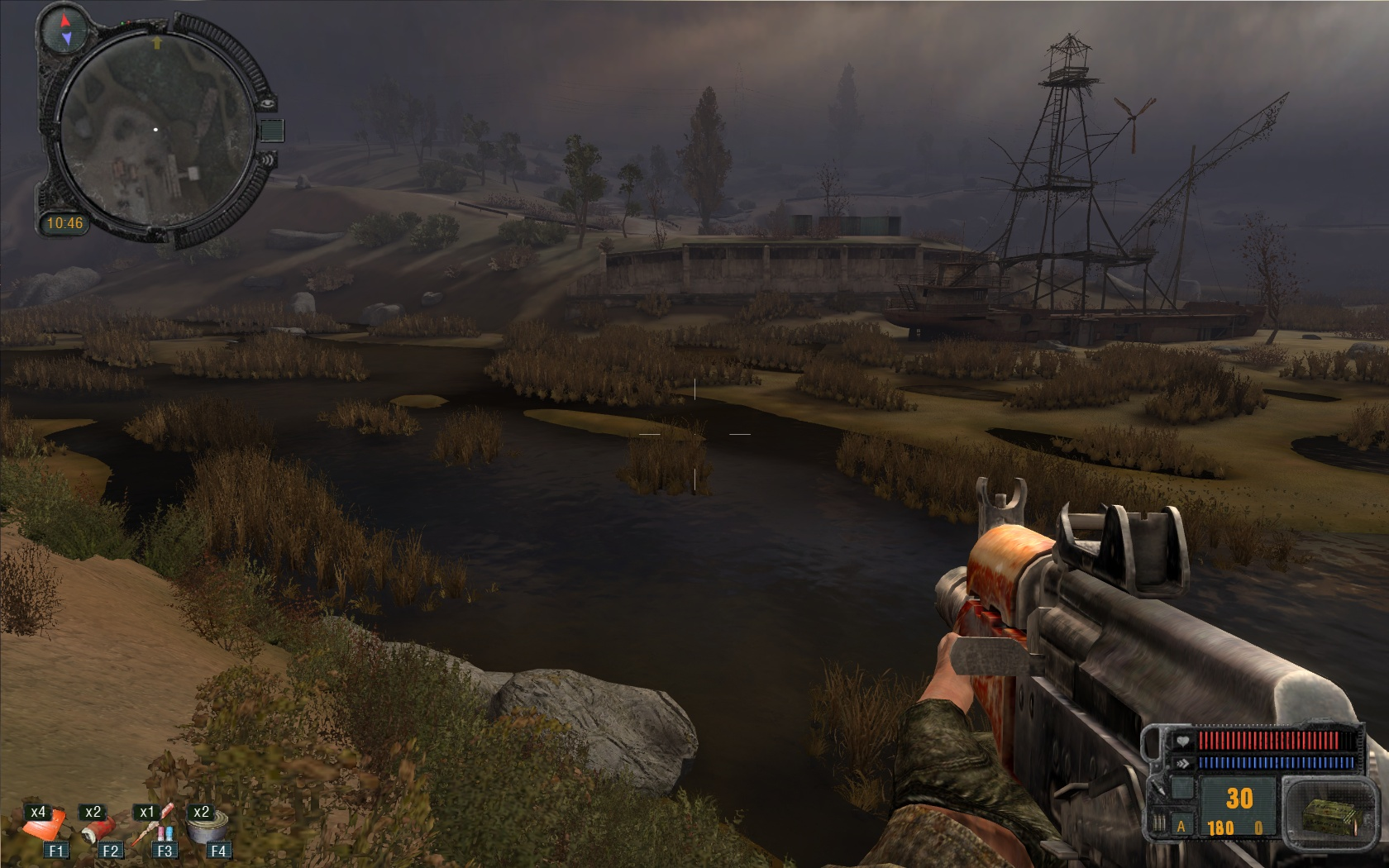
Zaton.

Es el mapa inicial donde comienza el juego. El centro del lugar es Skadovsk, un rompehielos abandonado que sirve como refugio a los habitantes de La Zona, donde hay puestos de comercio, un médico, lugar para dormir, un técnico, un bar donde se podrá establecer contacto con otros personajes y obtener misiones secundarias, además del barman, llamado "El barbas", quién puede comprar artefactos y encargar algunas misiones. 
En este mapa existe también una base subterránea bajo la central eléctrica, a la que se accede más tarde, siguiendo la historia principal. En esta base se encuentra el laboratorio donde se desarrolló la tecnología que hace funcionar al rifle Gauss.

### Yanov
Área situada alrededor de una vieja estación de trenes abandonada. Allí se encuentran puestos de comercio, personajes que nos darán encargos, un médico, un técnico y los líderes de las facciones Deber y Libertad. También hay lugar para dormir y una caja personal donde se podrán guardar objetos para no llevar demasiado peso en la mochila.

### Túnel subterráneo
Un túnel que permite ir desde Yanov hasta la ciudad de Pripyat. Es un área oscura, infestada de mutantes y con la presencia de Monolith. 

### Pripyat
Además de la ciudad, el nivel posee un pequeño laboratorio subterráneo, situado bajo un edificio, al que se podrá acceder siguiendo la historia principal.

## Motor
Gracias al X-Ray Engine 1.6, una versión actualizada del motor utilizado en anteriores ediciones de la saga, el juego puede aprovechar la tecnología DirectX 11.